# Tigeaux
Tigeaux ist eine französische Gemeinde mit 399 Einwohnern (Stand: 1. Januar 2022) im Département Seine-et-Marne in der Region Île-de-France. Sie gehört zum Arrondissement Meaux und zum Kanton Serris (bis 2015: Kanton Rozay-en-Brie). Die Einwohner werden Tigéens genannt.

## Geographie
Tigeaux liegt etwa 53 Kilometer ostsüdöstlich von Paris am Grand Morin. Umgeben wird Tigeaux von den Nachbargemeinden Voulangis im Norden und Westen, Crécy-la-Chapelle im Norden und Nordosten, Guérard im Osten sowie Dammartin-sur-Tigeaux im Süden und Osten.

## Bevölkerungsentwicklung
| Jahr                      | 1962 | 1968 | 1975 | 1982 | 1990 | 1999 | 2006 | 2013 |
| Einwohner                 | 111  | 115  | 140  | 214  | 343  | 366  | 373  | 378  |
| Quelle: Cassini und INSEE |      |      |      |      |      |      |      |      |

## Sehenswürdigkeiten
Siehe: Liste der Monuments historiques in Tigeaux